# Cessna T-37 Tweet
Cessna T-37 Tweet (Cessna định danh Model 318) là một loại máy bay huấn luyện/cường kích phản lực hai động cơ, được Không quân Hoa Kỳ (USAF) sử dụng làm máy bay huấn luyện sơ cấp. Biến thể A-37 Dragonfly được sử dụng làm máy bay cường kích trong Chiến tranh Việt Nam.

## Biến thể
XT-37A
T-37A
T-37B
T-37C
XAT-37D
YT-48A

## Quốc gia sử dụng
ColombiaKhông quân Colombia
 EcuadorKhông quân Ecuador
 MarocKhông quân Hoàng gia Maroc
 PakistanKhông quân Pakistan
 Thổ Nhĩ KỳKhông quân Thổ Nhĩ Kỳ - 65 T-37C.

### Từng sử dụng

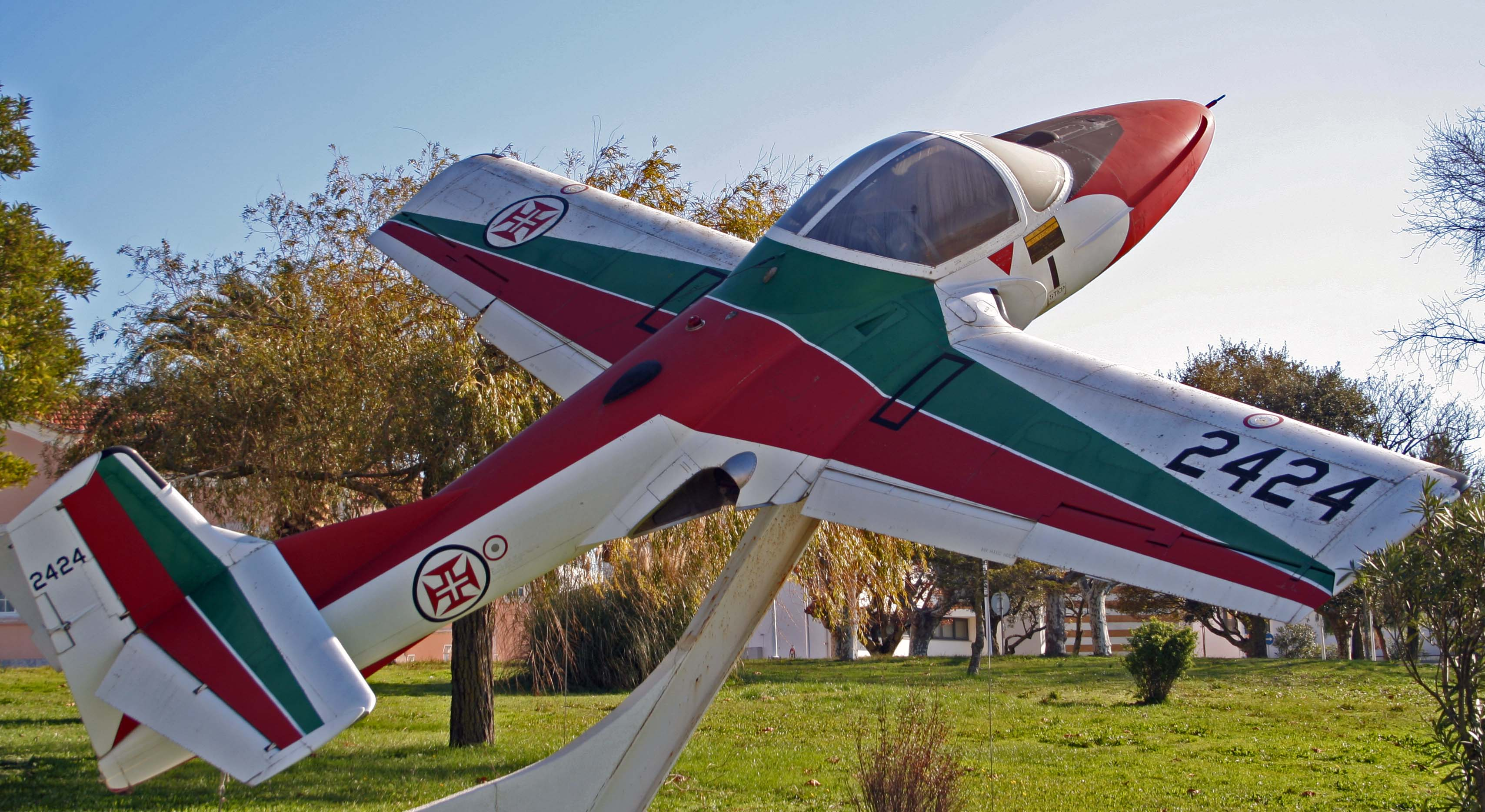
T-37 thuộc không quân Bồ Đào Nha

BangladeshKhông quân Bangladesh
 BrasilKhông quân Brasil
 MyanmarKhông quân Miến Điện - 12 T-37C.
 CampuchiaKhông quân Hoàng gia Campuchia - 4 T-37B.
 ChileKhông quân Chile
 ĐứcKhông quân Đức
 Hy LạpKhông quân Hy Lạp
 JordanKhông quân Hoàng gia Jordan
 Bồ Đào NhaKhông quân Bồ Đào Nha
 PerúKhông quân Peru
 Hàn QuốcKhông quân Hàn Quốc
 Thái LanKhông quân Thái Lan
 Hoa KỳKhông quân Hoa Kỳ
 South VietnamKhông lực Việt Nam Cộng hòa
 Việt NamKhông quân Nhân dân Việt Nam

## Tính năng kỹ chiến thuật (T-37B)
Dữ liệu lấy từ 
Đặc điểm tổng quát
- Tổ lái: 2
- Chiều dài: 29 ft 3 in (9 m)
- Sải cánh: 33 ft 91⁄3 in (10,1 m)
- Chiều cao: 9 ft 2 in (2,8 m)
- Trọng lượng rỗng: 4.056 lb (1.840 kg)
- Trọng lượng cất cánh tối đa: 6.569 lb (2.980 kg)
- Động cơ: 2 × Continental-Teledyne J69-T-25 kiểu turbojet, 1.025 lbf (4,56 kN) mỗi chiếc

 Hiệu suất bay 
- Vận tốc cực đại: 425 mph (369 knot, 684 km/h)
- Tầm bay: 810 hải lý (932 mi, 1.500 km)
- Trần bay: 25.000 ft (7.620 m)